# Yuan del Norte
La dinastía Yuan del norte, o Seis Tumen y los Cuatro Oirates Tumen, fue una dinastía formada a partir de la expulsión de los mongoles de China cuando se creó la dinastía Ming. Era una confederación nómada. Estuvo vigente desde 1368 hasta 1635 cuando la dinastía pasó a formar parte de la dinastía Qing. Su capital fue Karakórum y su legislación fue la misma que la del imperio mongol, su religión fue el chamanismo hasta la inserción del budismo.
Primero fue la dinastía Yuan que fue fundada por Kublai Kan en el año 1271, la dinastía Yuan duro aproximadamente un siglo y finalmente tuvieron que huir hacia el norte en 1368.

## Historia
Toghon Temür el último gobernante de la Dinastía Yuan en China, huyó hacia el norte a Shangdu (ubicado en la actual Mongolia Interior) desde Dadu al acercarse las fuerzas Ming. Trató de recuperar Dadu pero fracasó y murió en Yingchang (ubicado en la actual Mongolia Interior) dos años después (1370). Yingchang fue capturado por los Ming poco después de su muerte. El ejército Ming persiguió a los restos de la dinastía a Mongolia en 1372, pero fueron derrotados por Biligtü Khan Ayushiridara (r. 1370-1378) En 1375, Naghachu, un funcionario mongol de Biligtu Khan en la provincia de Liaoyang, invadió Liaodong con el objetivo de restaurar el poder mongol en China. Aunque continuó manteniendo el sur de Manchuria, Naghachu finalmente se rindió a la dinastía Ming en 1387. Los gobernantes Genghisid de las dinastía Yuan del Norte también respaldaron su reclamo sobre China, y mantuvieron tenazmente el título de Emperador (o Gran Khan) del Gran Yuan (Dai Yuwan Khaan, o 大 元 可汗) para resistir a los Ming que tenían esto. El tiempo se convirtió en el verdadero gobernante de China. De acuerdo con la ortodoxia política tradicional china, solo podría haber una dinastía legítima cuyos gobernantes fueron bendecidos por el Cielo para gobernar como Emperador de China, por lo que los Ming también negaron la legitimidad de los remanentes Yuan como emperadores de China, aunque los Ming consideraron que los Yuan anteriores, que había tenido éxito, era una dinastía legítima.

## Dominación Oirat (1388–1478)
El trono de Yuan del Norte fue tomado por Jorightu Khan Yesüder, un descendiente de Ariq Böke (hijo de Tolui), con el apoyo de los Oirats. Al año siguiente, uno de los súbditos de Uskhal Khan, Gunashiri, un descendiente de Chagatai Kan, fundó su propio pequeño estado llamado Kara Del en Hami. Durante el siglo siguiente vio una sucesión de gobernantes Genghisidas, muchos de los cuales eran simples figuras decorativas puestas en el trono por aquellos señores de la guerra que resultaron ser los más poderosos. Desde finales del siglo XIV aparecen designaciones como "período de pequeños reyes" (Бага хаадын үе). Por un lado estaban los Oirates (mongoles occidentales) y por el otro, los mongoles orientales Khorchin. Mientras que los Oirates extrajeron sus khans de los descendientes de Ariq Böke y otros príncipes, Arugtai de los Asud apoyó a los antiguos kan Yuan de ascendencia Kublaid.

## Relaciones con la dinastía Ming
Consistieron en estallidos esporádicos de conflictos entremezclados con períodos de relaciones pacíficas y comercio fronterizo. En 1402, Örüg Temür Khan (Guilichi) abolió el nombre dinástico Gran Yuan; sin embargo, fue derrotado por Öljei Temür Khan (Bunyashiri, r. 1403–1412), protegido de Tamerlán (muerto en 1405), en 1403. La mayoría de los nobles mongoles bajo Arugtai Chingsang se pusieron del lado de Öljei Temur.
El Emperador Yongle emitió un ultimátum a Öljei Temür exigiendo su aceptación de la dinastía Ming como un estado soberano. Öljei Temur se negó, lo que provocó que la dinastía Ming realizara varias campañas contra los mongoles. En 1409, un ejército Ming de 100,000 hombres ingresó a Mongolia pero sufrió una derrota contra Öljei Temur y Arugtai en la Batalla de Kherlen. Al año siguiente, el Emperador Yongle dirigió personalmente una expedición a Mongolia y derrotó a los mongoles. Después de la muerte de Öljei Temur, los Oirates bajo su líder Bahamu (Mahmud) (muerto en 1417) entronizaron a un Ariq Bökid Delbeg Khan en 1412. Originalmente, los Ming habían apoyado a los Oirates en su lucha de poder con los mongoles orientales, pero como los Oirates ganaron supremacía sobre ellos, los Ming retiraron su apoyo. Después de 1417, Arugtai volvió a ser dominante, y Yongle hizo campaña contra él en 1422 y 1423. El sucesor de Bahamu, Toghan, empujó a Arugtai al este del rango del Gran Khingan en 1433. Los Oirates lo mataron en el oeste de Baotou al año siguiente. En 1479 Batu Mongke tomó el título Dayan, que es una corrupción de Da Yuan (大元), que significa Gran Yuan. Dayan venció a los oirates y a los taishis que gobernaban enl Río Amarillo, sin embargo uno de ellos mató a su hijo y se rebeló cuando Dayan nombró a su hijo, Ulusbold, como príncipe heredero. Finalmente Dayan derrotó a los mongoles del suroeste en 1510 con ayuda de sus aliados, Unebolad y los Cuatro Oirates. Tras nombrar príncipe heredero a otro de sus hijos, abolió los títulos de taishi, chingsan, pingchan y chiyuan.

## Últimos años de la dinastía
En 1632, Ambaghai de los mongoles de Khamag y sus aliados Jurchen derrotaron a los Chahars y capturaron a la familia de Ligdan. Ligdan perdió toda autoridad que tenía sobre los tumenes no Chahar. Ligdan murió en su camino a Qinghai para castigar la orden Gelug en 1634. Su hijo, Ejei Khan, se rindió a la dinastía Qing y se dijo que le dio el Sello Imperial de los Mongoles al emperador Qing Hong Taiji al año siguiente (febrero de 1635), terminando así la Dinastía Yuan del norte.
Después de la muerte de Ligdan Khan en 1634, los mongoles formaron cuatro kanatos, de oeste a este:
El Altan Khan de Khalkhas en el lejano oeste, fundado por Sholoi Ubashi, bisnieto de Geresandza.
El Kanati Dzasagtu, kanato fundado por Laikhor-khan, un primo del Altan Khan.
Los Kans Tushetu en Ulán Bator, fundada por Abatai, otro nieto. Esta era la rama principal.
Los Kans Sechen en el extremo oriental de la Mongolia moderna, fundada por Sholoi, un bisnieto.
En 1636, Ambaghai se declaró khagan de todos los mongoles, pero para entonces, toda la Mongolia Interior ya había sido conquistada por los manchúes, y Ambaghai también estaba bajo la autoridad manchú.

## Lista de gobernantes  (1368-1635)
Toghon Temür 1368-1370)
Biligtu Khan Ayushiridara (1370-1378)
Uskhai Khan Togus Temur (1378-1388)
Jonghtu Khan Yesuder (1388-1392?)   
Engke Khan ( ? - 1392)
Elbeg Nigulesugchi Khan (1392-1399)       
Gun Temur Khan (1400-1402)            
Orug Temur Khan (Guiliche) 
Oijei Temur Khan (Bunyashiri) (1403-1412)  
Delbeg Khan (Dalbag) (1415)   
Oyiradai (1415-1425)  
Adai Khan (1425-1438)   
Tayisung Khan Toghtoa Bukha (1433-1452)  
Agbarjin (1453) 
Esen Taishi - jefe de los oiratos (1453-1452)  
Markorgis Khan (Ukegtu) (1454-1465)  
Molon Khan (1465-1466)  
Manduul Khan (1475-1478)  
Dayan Jan (Batu Mongke) (1478-1516) 
Bars Bolud (Jinong)  
Bodi Alag Khagan (1516-1547)
Daraisung Guden Khan (1547-1557)  
Tumen Jasagtu Khan (1557-1592)  
Buyan Sechen Khan (1592-1603)   
Ligden Khan (1604-1634)  
Ejei Khan (1634-1635)